# Lipastrotethya
Lipastrotethya is een geslacht van sponsdieren uit de klasse van de Demospongiae (gewone sponzen).

## Soorten
- Lipastrotethya ana de Laubenfels, 1954
- Lipastrotethya hilgendorfi (Thiele, 1898)
- Lipastrotethya rhaphoxea (de Laubenfels, 1934)
- Lipastrotethya strongyloxea (Alcolado & Gotera, 1986)